# Premetroul din Antwerpen

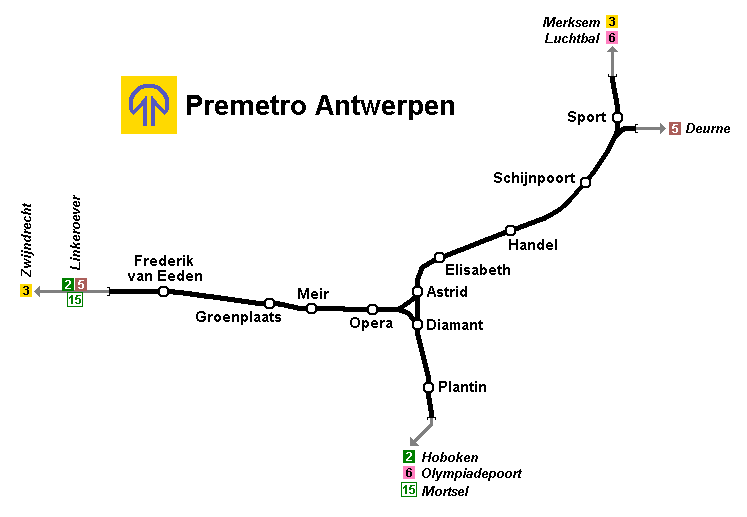
Rețeaua de premetrou între 2007 și 2012

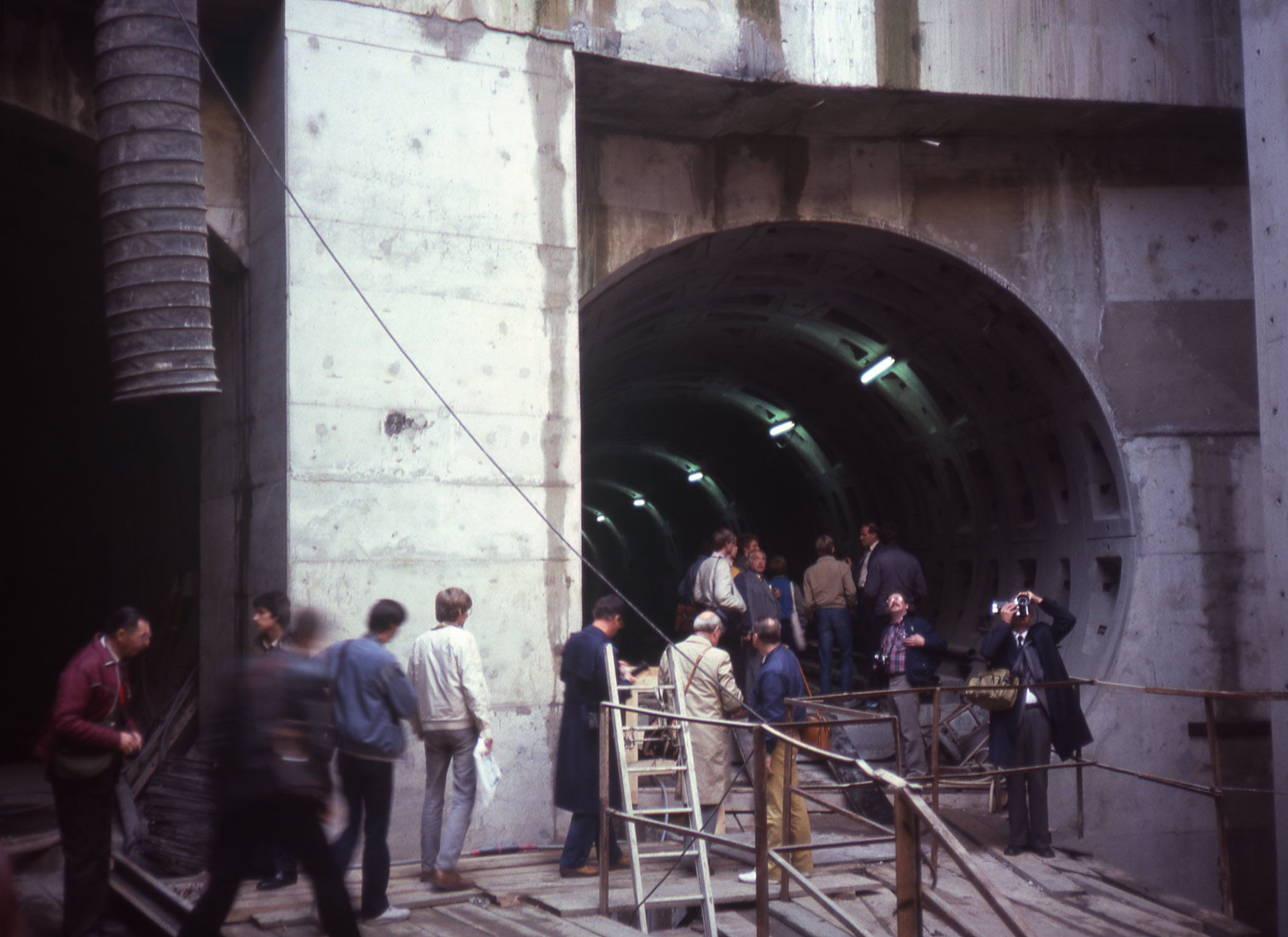
Intrare în galeria de premetrou forată, noiembrie 1984.

Premetroul din Antwerpen (în neerlandeză Antwerpse premetro) este un sistem de transport de tip premetrou deservit de Rețeaua de Tramvaie din Antwerpen, parte a operatorului de transport din Flandra, De Lijn. Prin tunelurile premetroului din Antwerpen circulă tramvaiele a șapte linii: 2, 3, 5, 6, 8, 9 și 15.

## Istoric
Ideea unui metrou în Antwerpen a început să fie studiată în 1964, în cadrul proiectului de construire a unui nou sistem de transport în comun rapid în oraș. Precum și în alte orașe belgiene (Bruxelles și Charleroi), s-a decis realizarea unei rețele de metrou ușor, avându-se drept scop final transformarea acesteia în viitor în metrou greu. Această metodă a fost utilizată cu succes la premetroul din Bruxelles, în 1969, și permitea și continuarea utilizării șinelor din suprateran. 
Proiectul inițial prevedea 14 kilometri de rețea care să lege 14 stații, iar primele lucrări au fost începute în 1970, folosindu-se tehnica numită cut and cover, ceea ce a făcut centrul Antwerpenului aproape impracticabil, dată fiind amploarea șantierului.
Punerea în exploatare a primului tronson complet (4,4 km) era prevăzută pentru 1975, dar întârzierile au fost numeroase și doar un mic ciot de 1,1 km a fost deschis în final, pe 25 martie 1975, între stațiile Opera și Groenplaats. Tramvaiele liniei 2, din direcția Hoboken, și ale liniei 15, de la Mortsel, au fost primele care au traversat tunelul, utilizând pentru întoarcere o buclă subterană construită în stația Groenplaats.
Lentoarea lucrărilor, ironizată prin umorul cinic al locuitorilor orașului, a inspirat, în 1974, melodia „Cheerio” a grupului De Strangers.
Dificultățile s-au datorat atât adâncimii de peste 30 de metri necesare construcției, cât și descoperirii de vestigii ale ocupației spaniole sub stația Opera sau de ruine ale vechiului oraș sub stația Meir. În același an, constatând obstacolele tehnice întâlnite și protestele riveranilor în fața deschiderii de noi șantiere, municipalitatea a fost nevoită să-și schimbe strategia și să decidă ca viitoarele lucrări să fie executate cu un utilaj de săpat galerii de tip Tunnel Boring Machine (TBM), în scopul de a evita cât mai mult deranjul creat la suprafață.
După o evaluare rapidă a procesului de construcție, concluzia trasă a fost că un metrou greu ar fi puțin realist din punct de vedere tehnic și financiar, ceea ce explică și dimensiunile stațiilor de premetrou din Antwerpen: lungimea lor a fost redusă la 60 de metri, față de 90 de metri, cât prevedeau planurile inițiale.
Pe 16 ianuarie 1978 au fost lansate trei noi șantiere. Primul, un tunel dublu spre vestul orașului pe sub Schelde, numit Brabotunnel. Un al doilea tunel dublu spre est, care traversa cartierele dens populate din Borgerhout, numit Reuzenpijp (tunelul gigant), a fost abordat în același timp ce spre vest au început lucrările la un traseu către Sportpaleis. Ultimele două, care porneau de la stația Opera, trebuiau să fie conectate de o ramură care deservea spitalul AZ Stuivenberg.
Pe 10 martie 1980, un al doilea tronson de 1,2 km și două noi stații, Diamant și Plantin, au fost inaugurate, permițând corespondența cu Gara Centrală. La ieșirea din stația Plantin sunt prevăzute două rampe de acces pentru tramvaie, însă doar ieșirea de sud este utilizată. 
Pe 21 septembrie 1990, premetroul este prelungit cu 1500 de metri grație tunelului Brabotunnel, care pornește din stația Groenplaats către malul stâng al Scheldei, permițând tramvaielor să ajungă în stația terminus din districtul Linkeroever având o singură oprire intermediară, la Van Eeden. Era prevăzut și un tunel spre sudul orașului, către Muzeul de Arte Frumoase și strada Nationalestraat, dar n-a fost niciodată realizat, în timp ce vechiul spațiu al buclei subterane de întoarcere a fost reconvertit într-o parcare, ceea ce a anulat complet proiectul. 
Între timp, în 1987, tunelul Reuzenpijp, construit la 25 de metri adâncime, a fost livrat MIVA (Maatschappij voor het Intercommunaal Vervoer te Antwerpen, în română Societatea pentru Transport Intermunicipal din Antwerpen) la stadiul de construcție neamenajată. Din lipsa fondurilor, datorată faptului că absorbția MIVA de către societatea regională De Lijn era deja în curs, lucrările de amenajare a tunelului au fost puse în așteptare în 1989.
Pe 1 aprilie 1996 a fost deschisă circulației secțiunea de nord, în lungime de 4,2 km, între Opera și Sportpaleis, punându-se în funcțiune și stațiile Astrid (la care lucrările începuseră în 1970 și care era gata din 1980), Elisabeth, Handel, Schijnpoort și Sport. Au fost prevăzute două rampe de acces, prima la nordul ramurii spre Merksem, iar a doua la estul stației Schijnpoort, permițând legăturile spre Deurne și Wijnegem. Doar rampa de nord a fost dată în exploatare, iar întreaga ramură a început să fie deservită doar de linia 3.
Din 4 martie 2006, De Lijn a lansat un nou serviciu al rețelei de tramvaie, linia 5, care utilizează tunelurile premetroului pentru a ajunge din Linkeroever la Deurne (și, începând din 2012, la Wijnegem) fără a trece prin stația Sport. Linia iese din premetrou prin rampa de acces spre est a stației Schijnpoort, până atunci nefolosită. De la lansarea acestei linii, în orele de vârf circulă câte un tramvai la fiecare 2,5 minute între Linkeroever și centrul orașului, reducând mult presiunea de pe linia 3. 
Din 27 noiembrie 2007, linia 6 (Olympiade / Luchtbal) utilizează axa nord-sud a premetroului, între stațiile Plantin și Sport, permițând o joncțiune nord-sud sub centrul orașului. Traseul liniei 6 prin tunelurile premetroului a fost apoi dublat de linia 2 (Hoboken / Merksem), pe 1 septembrie 2012. 
În același timp, după ce a decis să limiteze traficul de autobuze în centrul Antwerpenului, De Lijn a redus numeroasele sale servicii din zona Gării Berchem, obligându-și călătorii să folosească trenul spre Gara Antwerpen-Centraal sau noua linie 9 de tramvai, care leagă Gara Berchem de centru folosind rampa de acces de la estul stației Plantin, neutilizată din 1980.
Pe 18 aprilie 2015, partea de est a tunelului Rozenpijp (3,1 km) a fost deschisă după aproape trei decenii de așteptare. De Lijn a lansat linia 8, care pleacă din stația terminală din Wommelgem, intră în premetrou după stația de suprafață Muggenberg și ajunge pe peronul de la nivelul -3 al stației Astrid cu o singură oprire intermediară subterană, la Zegel. Tramvaiele folosesc apoi bucla de întoarcere situată după stația Astrid, sub piața Franklin Rooseveltplaats, pentru a porni înapoi, în direcția Wommelgem. Linia 8 traversează patru stații fantomă lăsate la stadiul de construcție neamenajată și neutilată: Carnot, Drink, Collegelaan și Morckhoven.
În prezent, premetroul din Antwerpen are o lungime totală de 11,2 km și include 12 stații active. Cinci dintre acestea sunt accesibile persoanelor cu mobilitate redusă: Meir și Sport (din 6 martie 2005), Diamant (din 4 februarie 2011), Astrid și Zegel (din 18 aprilie 2015). Realizarea unor facilități similare în stația Opera este prevăzută pentru 2018, în cadrul amplelor lucrări de modernizare a stației și a pieței cu același nume de la suprafață.

## Rețeaua
Premetroul aflat în funcțiune în Antwerpen este compus din două axe diferite, o axă nord-sud cu o ramură spre vest, pe sub Schelde, și o ramură spre est. Cele două tronsoane sunt independente, iar stația Astrid servește drept corespondență între ele. Mai există o conexiune între cele două axe grație unei ramuri de nord, care se desprinde din axa de est după stația fantomă Carnot, apoi se conectează cu axa nord-sud înainte de stația Schijnpoort. Această ramură de nord nu este în prezent în exploatare. 

### Axa nord-sud și ramura spre vest
Axa nord-sud este un ansamblu de tuneluri cu o ramură spre vestul orașului, subtraversând râul Schelde între stațiile Astrid și Diamant în dreptul Gării Antwerpen-Centraal. Ea este parcursă de șase linii ale rețelei de tramvai din Antwerpen: 
Liniile 2 și 6 traversează axa de la nord la sud, între stația Plantin și stația Sport.
Liniile 9 și 15 traversează axa de la sud spre vest, între stația Plantin și stația Van Eeden. 
Liniile 3 și 5 traversează axa dinspre vest spre nord, de la Van Eeden la Schijnpoort (linia 5), și de la Van Eeden la Sport (linia 3).
|  |   |  |   |   | Stații             | Lat/Long                                      | Inaugurare         | Linii deservite | Corespondență                                                     |
|  | - |  | - | - | ------------------ | --------------------------------------------- | ------------------ | --------------- | ----------------------------------------------------------------- |
|  | ↑ |  |   |   | spre Gasthuishoeve |                                               |                    | 2 3 6           |                                                                   |
|  | o |  |   |   | Sport              | 51°13′49″N 4°26′34″E / 51.230278°N 4.442778°E | 1 aprilie 1996     | 2 3 6           | 12 Sportpaleis                                                    |
|  |   |  | ↑ |   | spre Sportpaleis   |                                               |                    | 5               |                                                                   |
|  |   |  |   |   | Schijnpoort        | 51°13′38″N 4°26′20″E / 51.227222°N 4.438889°E | 1 aprilie 1996     | 2 3 5 6         |                                                                   |
|  | o |  |   |   | Handel             | 51°13′27″N 4°25′55″E / 51.224167°N 4.431944°E | 1 aprilie 1996     | 2 3 5 6         |                                                                   |
|  | o |  |   |   | Elisabeth          | 51°13′22″N 4°25′27″E / 51.222778°N 4.424167°E | 1 aprilie 1996     | 2 3 5 6         |                                                                   |
|  | o |  |   |   | Astrid             | 51°13′08″N 4°25′17″E / 51.218889°N 4.421389°E | 1 aprilie 1996     | 2 3 5 6         | SNCB: Gara Antwerpen-Centraal și 8 - 10 11 12 24 Centraal Station |
|  |   |  | ↑ |   | spre Charlottalei  |                                               |                    | 2 6 15          |                                                                   |
|  |   |  |   | → | spre Zurenborg     |                                               |                    | 9               |                                                                   |
|  |   |  | o |   | Plantin            | 51°12′38″N 4°25′19″E / 51.210556°N 4.421944°E | 10 martie 1980     | 2 6 9 15        |                                                                   |
|  |   |  | o |   | Diamant            | 51°13′00″N 4°25′14″E / 51.216667°N 4.420556°E | 10 martie 1980     | 2 6 9 15        | SNCB: Gara Antwerpen-Centraal                                     |
|  |   |  |   |   |                    |                                               |                    |                 |                                                                   |
|  | o |  |   |   | Opera              | 51°13′05″N 4°24′56″E / 51.218056°N 4.415556°E | 25 martie 1975     | 3 5 9 15        | 12 24 Teniers                                                     |
|  | o |  |   |   | Meir               | 51°13′06″N 4°24′24″E / 51.218333°N 4.406667°E | 25 martie 1975     | 3 5 9 15        |                                                                   |
|  | o |  |   |   | Groenplaats        | 51°13′07″N 4°24′06″E / 51.218611°N 4.401667°E | 25 martie 1975     | 3 5 9 15        |                                                                   |
|  | o |  |   |   | Van Eeden          | 51°13′14″N 4°23′11″E / 51.220556°N 4.386389°E | 21 septembrie 1990 | 3 5 9 15        | 4                                                                 |
|  | ↓ |  |   |   | spre Halewijn      |                                               |                    | 3 5 9 15        |                                                                   |

### Axa est
A doua axă, cunoscută sub numele de Reuzenpijp, pleacă din centrul orașului spre periferiile estice și este parcursă de linia 8. Începând din 2017, axa va fi prelungită spre vestul orașului prin construcția unei noi rampe de acces dincolo de stația Opera. 
|  |   |  |   |  | Stații                                | Lat/Long                                      | Inaugurare      | Linii deservite | Corespondență                                                           |
|  | - |  | - |  | ------------------------------------- | --------------------------------------------- | --------------- | --------------- | ----------------------------------------------------------------------- |
|  | ↑ |  |   |  | spre Frankrijklei (începând din 2017) |                                               |                 | 8               |                                                                         |
|  | o |  |   |  | Opera (începând din 2017)             | 51°13′05″N 4°24′56″E / 51.218056°N 4.415556°E | 25 martie 1975  | 8               | 12 24 Teniers                                                           |
|  | o |  |   |  | Astrid                                | 51°13′08″N 4°25′17″E / 51.218889°N 4.421389°E | 1 aprilie 1996  | 8               | SNCB: Gara Antwerpen-Centraal și 2 3 5 6 - 10 11 12 24 Centraal Station |
|  |   |  | ↑ |  | spre Schijnpoort                      |                                               |                 |                 |                                                                         |
|  |   |  | o |  | Stuivenberg (neutilizată)             | 51°13′22″N 4°26′12″E / 51.2227°N 4.4368°E     | ?               |                 |                                                                         |
|  |   |  | o |  | Sint-Willibrordus (neutilizată)       | 51°13′08″N 4°25′55″E / 51.218889°N 4.431806°E | ?               |                 |                                                                         |
|  |   |  |   |  | Carnot (neutilizată)                  | 51°13′03″N 4°25′40″E / 51.2176°N 4.427694°E   | 2020            |                 |                                                                         |
|  | o |  |   |  | Drink (neutilizată)                   | 51°12′54″N 4°26′03″E / 51.215°N 4.4343°E      | 2020            |                 |                                                                         |
|  | o |  |   |  | Zegel                                 | 51°12′51″N 4°26′32″E / 51.214277°N 4.442175°E | 18 aprilie 2015 | 8               | 10 24 De Roma                                                           |
|  |   |  | ↑ |  |                                       |                                               |                 |                 |                                                                         |
|  |   |  | o |  | Foorplein (neutilizată)               | 51°13′02″N 4°26′47″E / 51.217222°N 4.446389°E | 2020            |                 |                                                                         |
|  | o |  |   |  | Collegelaan (neutilizată)             | 51°12′47″N 4°26′54″E / 51.213°N 4.4482°E      | ?               |                 |                                                                         |
|  | o |  |   |  | Morckhoven (neutilizată)              | 51°12′38″N 4°27′09″E / 51.2106°N 4.4525°E     | ?               |                 |                                                                         |
|  | ↓ |  |   |  | spre Muggenberg                       |                                               |                 | 8               |                                                                         |

## Stații
- Astrid (deschisă parțial în 1996, conectată cu Gara Centrală)
- Diamant (deschisă în 1980, conectată cu Gara Centrală)
- Elisabeth (deschisă în 1996)
- Frederik van Eeden (deschisă în 1990)
- Groenplaats (deschisă în 1975)
- Handel (deschisă în 1996)
- Meir (deschisă în 1975)
- Opera (deschisă parțial în 1975)
- Plantin (deschisă în 1980)
- Schijnpoort (deschisă în 1996)
- Sport (deschisă în 1996)
- Carnot (neutilizată)
- Drink (neutilizată)
- Zegel (deschisă în 2015)
- Collegelaan (neutilizată)
- Morckhoven (neutilizată)
- Foorplein (neutilizată)
- Sint-Willibrordus (neutilizată)
- Stuivenberg (neutilizată)

Stațiile Astrid și Opera sunt doar parțial deschise, în sensul că amândouă au și platforme neutilizate.

## Planul Pegasus

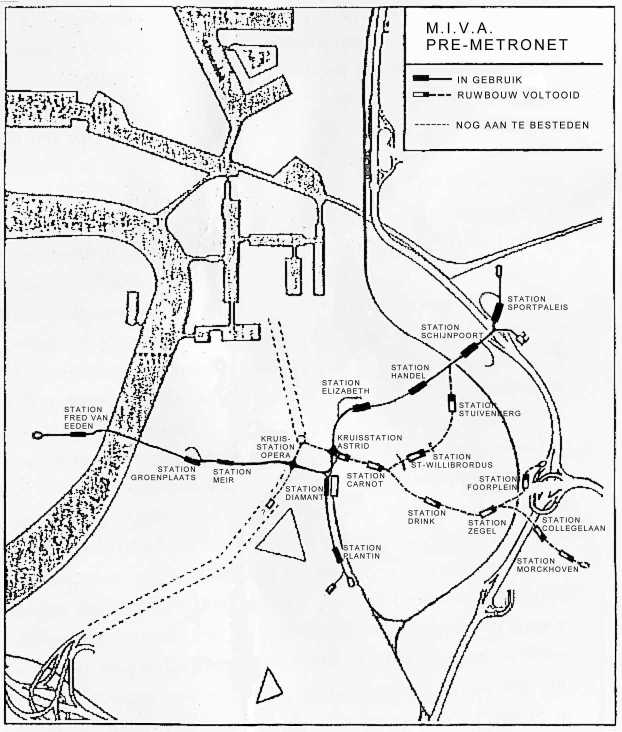
Plan vechi al rețelei premetrou din Antwerpen

Din planurile inițiale ale rețelei, prima axă, cea nord-sud, este complet în uz. A doua axă, cea est-vest, este doar parțial în uz. În planurile originale era propusă și o linie care trebuia să lege suburbiile din sud-vest de cele din estul orașului, via stațiile Opera și Astrid. Execuția tunelurilor pentru această linie (3,8 km) a început în 1977, porțiunea de nord-est (2,1 km) a fost de asemenea realizată, dar construcția ambelor secțiuni a fost oprită în anii 1980, din lipsă de fonduri. Șinele nu au fost încă montate, iar stațiile nu au fost încă amenajate.
În 2004 a fost aprobat Planul Pegasus, care sugera măsuri pentru sporirea mobilității în Vestul Flandrei. Printre ele, construcția a câteva linii noi de tramvai spre suburbiile și localitățile din estul Antwerpenului, utilizându-se și unele din tunelurile abandonate în anii 1980, inclusiv stațiile Opera, Astrid, Drink și Morckhoven.
La sfârșitul anului 2009, a fost anunțată o nouă linie de tramvai care să conecteze orașul Antwerpen cu localitatea Ekeren. În 2013, a fost făcut public planul de a lansa un serviciu de suprafață între stațiile de tramvai Astrid și Park & Ride Ruggeveldlaan din Wommelgem, cu o singură oprire subterană, la Zegel. Serviciul a fost pus în funcțiune pe 18 aprilie 2015 și a primit numele de Linia 8.
În afara celor două axe deja realizate, au fost plănuite și două extensii ale celei de-a doua, între stațiile Park și Bank, respectiv Marie-Theresialei și accesul spre Banca Națională din strada Frankrijklei. Au existat de asemenea planuri pentru o a treia axă pe direcția nord-sud, care ar fi pornit din stația Klapdorp, ar fi ajuns pe strada Melkmart, apoi din stația Groenplaats pe sub strada Nationalestraat în direcția Muzeului de Arte Frumoase. Aceste planuri nu au fost niciodată puse în aplicare.

## Planuri de viitor
În iunie 2015, Ministrul Mobilității în Flandra, Ben Weyts, a aprobat fonduri în valoare de 8.4 milioane de euro pentru un nou tunel ce va fi folosit de rețeaua de premetrou. Tunelul va scurta călătoria de la Wijnegem către centrul orașului de la 25 la 15 minute. Fondurile vor fi direcționate spre o secțiune de tunel lungă de 400 de metri care va trece pe sub foarte aglomerata arteră Turnhoutsebaan, între stația de premetrou Zegel și intersecția Singel. Consiliul Local din Antwerpen a salutat știrea, iar responsabilul pentru Mobilitate Koen Kennis a evidențiat că trecerea tramvaielor prin noul tunel va elimina trei puncte critice de pe vechiul traseu în care se produc des accidente.
În 2016 vor începe lucrări de amenajare a unei noi linii spre nordul orașului, prevăzute a fi finalizate în 2019. Acestea presupun printre altele și construirea unei noi rampe de acces către stația subterană Opera, pe strada Frankrijklei.
Din 2018, tramvaiul 10 de la Deurne va trece prin tunelul Reuzenpijp. În 2020 este programată deschiderea stațiilor Carnot, Drink și Foorplein.